# Ponto antipodal

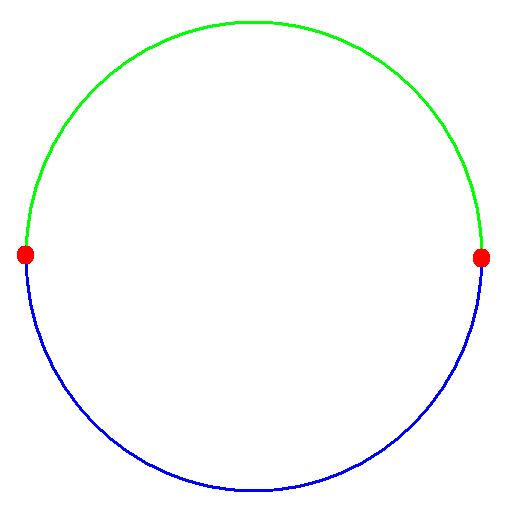
Pontos antipodais em um círculo estão afastados de 180 graus.

Em matemática, o ponto antipodal de um ponto sobre uma superfície de uma esfera é o ponto o qual está diametralmente oposto a ele — então situado em uma linha traçada entre os dois que passe pelo centro da esfera e forme um diâmetro verdadeiro.
Este termo aplica-se a pontos opostos em um círculo ou qualquer n-esfera.
Um ponto antipodal é chamado algumas vezes de um antípoda, uma derivação regressiva de um empréstimo (em seu sentido linguístico) do grego antipodes, a qual originalmente significava
"pés opostos".